# Jenny Arasse
Pour les articles homonymes, voir Arasse et Leicester (homonymie).
Jenny Arasse, de son vrai nom Toni Leicester, est une actrice française d'origine anglaise, née à Montréal, Québec (Canada) le 30 août 1948, fille du peintre Gerda Sutton et de l'ingénieur aéronautique James Leicester.
Sous son nom de Toni Leicester, elle travaille également comme scénariste et auteur dramatique.

## Biographie
Grâce à la troupe universitaire de l’École normale supérieure (rue d’Ulm), le théâtre de l’Aquarium (devenue professionnelle par la suite), elle a découvert le travail théâtral. Étudiante, elle a joué dans la troupe, alternant classiques et créations collectives.
Tout en enseignant l’anglais à la Sorbonne pendant un an, elle suit les cours d'Andréas Voutsinás, ancien assistant de Lee Strasberg à l’Actors Studio, qui la convainc de devenir comédienne professionnelle. Pendant plusieurs années, elle participe à l'aventure du Théâtre des Cinquante, et alterne théâtre, cinéma et télévision (avec des metteurs en scène et réalisateurs comme Jean-Pierre Mocky, Philippe de Broca, Bertrand Blier, Yves Robert, Maurice Failevic, Juan Bunuel, Yves Allégret, Jean Mercure, Marcel Camus, Georges Lautner, Stephane Kurc, Philippe Madral, etc.), tout en développant son travail d'auteur.
D'abord mariée à l'historien d'art Daniel Arasse (deux enfants, dont Luc Arasse), elle est aujourd'hui l'épouse de l'écrivain Philippe Madral (une fille, Coline Madral).

## Filmographie

### Cinéma

#### Longs métrages
- 1972 : Chère Louise (scénario Jean-Loup Dabadie) de Philippe de Broca
- 1973 : Don Juan 73 (scénario Jean Cau) de Roger Vadim
- 1973 : L'Ombre d'une chance de Jean-Pierre Mocky
- 1974 : Paul et Michèle de Lewis Gilbert
- 1974 : Les Onze Mille Verges (d'après Guillaume Apollinaire) d'Eric Lipmann
- 1975 : Champagner aus dem Knobelbecher (Allemagne) de Franz Marischka
- 1976 : L'Année sainte (scénario Louis-Émile Galey, Jacques Vilfrid) de Jean Girault
- 1976 : Calmos de Bertrand Blier
- 1977 : Casanova and co (France/Usa) de Franz Antel
- 1977 : Nous irons tous au paradis (scénario Jean-Loup Dabadie) de Yves Robert
- 1978 : Ils sont fous ces sorciers (scénario Norbert Carbonnaux) de Georges Lautner
- 1979 : Dance my love (Cameroun) d'Alphonse Beni
- 2008 : Sagan de Diane Kurys
- 2014 : Goal of the dead de Benjamin Rocher et Thierry Poiraud
- 2023 : Comme une actrice de Sébastien Bailly

#### Courts et moyens métrages
- 1969 : Circé de Claire Denis (film IDHEC)
- 1969 : Juste avant la guerre avec les esquimaux de Marco Pesic (film IDHEC)
- 1969 : Colombes de Claudine Guilmain (film IDHEC)
- 1970 : Fu Manchu de Daniel Isoppo (film IDHEC)
- 1970 : La Plage de Georges Groult (film IDHEC)
- 1974 : Marjorie ne viendra pas de Pierre Beuchot
- 1975 : Les socio-dollars de Miklos Beregi
- 1982 : On est toujours trop bonne de François Dupeyron
- 1982 : Aujourd’hui, hier, demain de Édouard Berne
- 1989 : La clé n’est pas sous le pot de géraniums de Manuela Gourary
- 1990 : Le chant du cygne de Janny Farinella
- 2003 : Le pays des ours de Jean-Baptiste Leonetti
- 2011 : Où il veut, quand il veut de Anaïs Couet-Lannes
- 2013 : Circles de Okeanos Dimopoulos (en anglais)
- 2016 : Cicatrices de Félix David

### Télévision
- 1970 : La Brigade des maléfices, épisode La Créature (scénario Claude-Jean Philippe) de Claude Guillemot
- 1974 : Aux frontières du possible, épisode Alerte au Minotaure de Victor Vicas
- 1974 : Les Cinq Dernières Minutes, épisode Rouges sont les vendanges (scénario Jean Cosmos et Fred Kassak) de Claude Loursais
- 1974 : Le Dessous du ciel (24 x 13 min) de Roger Gillioz
- 1974 : Le Secret de Rembourg (d'après Les Contes d'Hoffmann) de Jeannette Hubert
- 1975 : Faits divers, épisode La Neige de François Martin
- 1976 : Les Beaux jours de Francis Bouchet
- 1977 : Le Cœur au ventre (6 x 1 h) (scénario Jean-Pierre Petrolacci) de Robert Mazoyer
- 1976 : Minichronique (scénario René Goscinny) de Jean-Marie Coldefy, épisode La Fable publicitaire
- 1978 : La Belle Sabine de Renaud Saint-Pierre
- 1978 : Le franc-tireur (scénario Jean-Claude Carrière) de Maurice Failevic
- 1978 : Quand flambait le bocage (scénario Philippe Mestre) de Claude-Jean Bonnardot
- 1979 : L’Œil de la nuit, épisode La Locature des bois de Jean-Pierre Richard
- 1980 : Les Héritiers, épisode Ressac (scénario Jean-Claude Carrière) de Juan Bunuel
- 1980 : Les Cinq Dernières Minutes, épisode Un parfum d'Angélique de Jean-Yves Jeudy
- 1980 : Les Amours du Mal-aimé (2 x 90 min) (scénario Georges-Emmanuel Clancier) de Marcel Camus
- 1981 : Salut champion (12 x 52 min) de Pierre Lary et Serge Friedman
- 1981 : Les Enquêtes du commissaire Maigret, épisode Le Pendu de Saint-Pholien d'Yves Allégret
- 1981 : La Grêle de Pierre Cavassilas
- 1981 : La Vie fantastique des figures peintes, épisode La Nuit de Lazare de Jacques Cornet
- 1982 : La Légende de la ville d’Ys (scénario Michel Le Bris) de Renaud Saint-Pierre
- 1983 : Le Château faible de Jean Larriaga (collection Ciné 16)
- 1984 : Bleu-noir de Jacques Cornet (scénario Raymond Jean) (collection Ciné 16)
- 1985 : Le Génie du faux (4 x 1 h) (scénario Philippe Madral) de Stéphane Kurc
- 1988 : Un cœur de marbre (scénario Philippe Madral) de Stéphane Kurc
- 1988 : Série noire, épisode Rue du chat crevé de Caroline Huppert
- 1988 : King of the Olympics (Usa) de Lee Philips
- 1989 : Le Masque, épisode Quand le diable ricane (d'après le roman de Pierre Salva) d'Armand Wahnoun
- 1991 : La Gym (13 x 26 min) de Daniel Moosmann
- 1991-1993 : Mésaventures, 3 épisodes :
  - 1991 : Un amour d'enfant de Roger Kahane
  - 1992 : Drôle de beau-père de Louis Grospierre
  - 1993 : Le Dîner de la Saint-Valentin de Boramy Tioulong
- 2002 : Les Rencontres de Joelle (scénario Philippe Madral et Toni Leicester) de Patrick Poubel
- 2009 : Terroir (Corée du Sud) de Kim Young Min

### Scénario (Toni Leicester)
- 1985 : Fugue en femme majeure (sous le nom de Jenny Arasse), téléfilm (90 min), réalisateur Patrick Villechaize (France 3 collection Ciné 16)
- 1999 : La Bascule, téléfilm (90 min) (coscénariste Philippe Madral), réalisateur Marco Pico (France 2)
- 2000 : La Bascule à deux, téléfilm (90 min), réalisateur Thierry Chabert (France 2)
- 2002 : Les Rencontres de Joelle, téléfilm (90 min) (coscénariste Philippe Madral), réalisateur Patrick Poubel (France 3)
- 2002 : On ne choisit pas sa famille, téléfilm (90 min) (coscénariste Martine Moriconi), réalisateur François Luciani (France 3)

## Théâtre

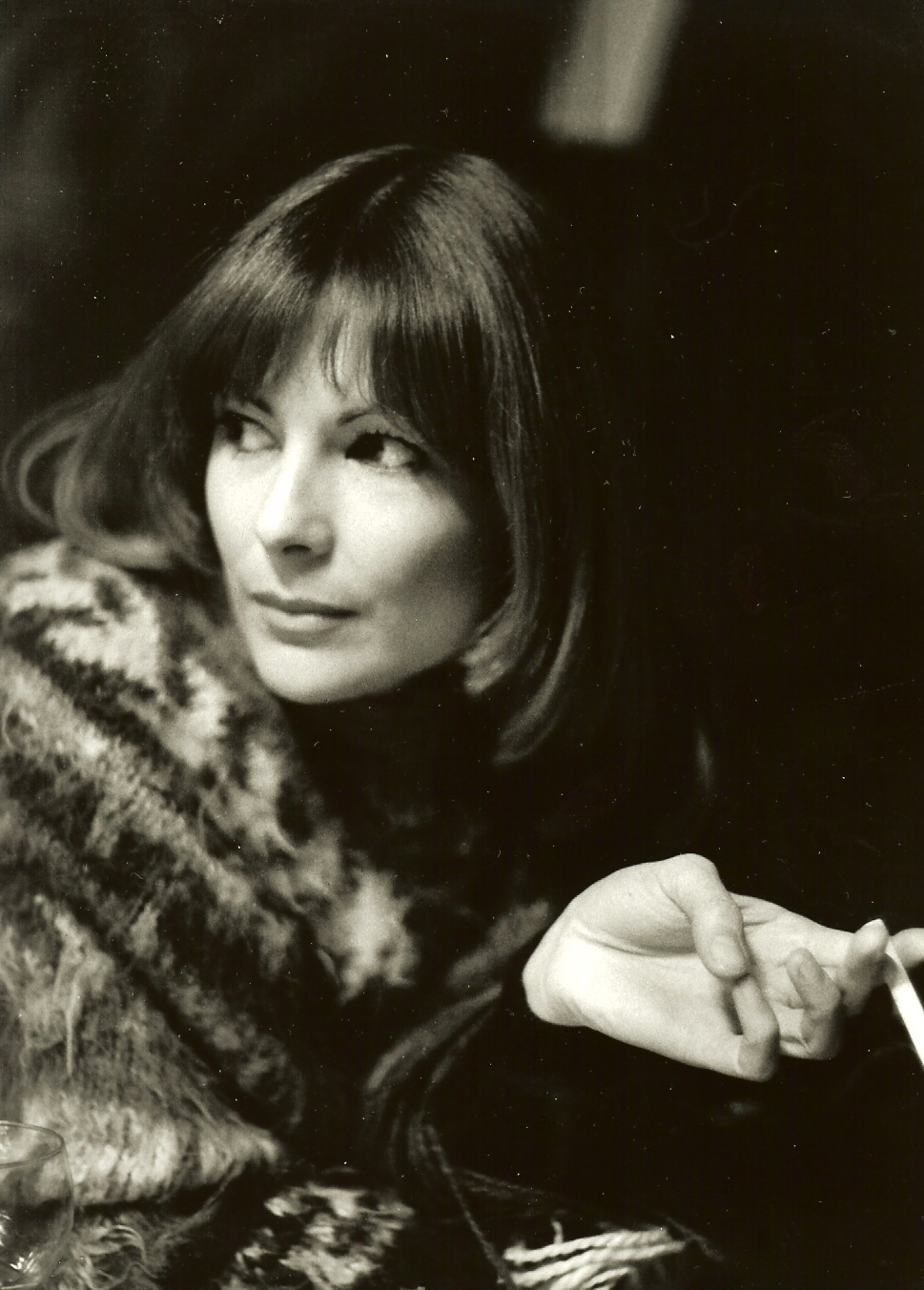
Mademoiselle Julie, en 1977 au Festival Sigma.

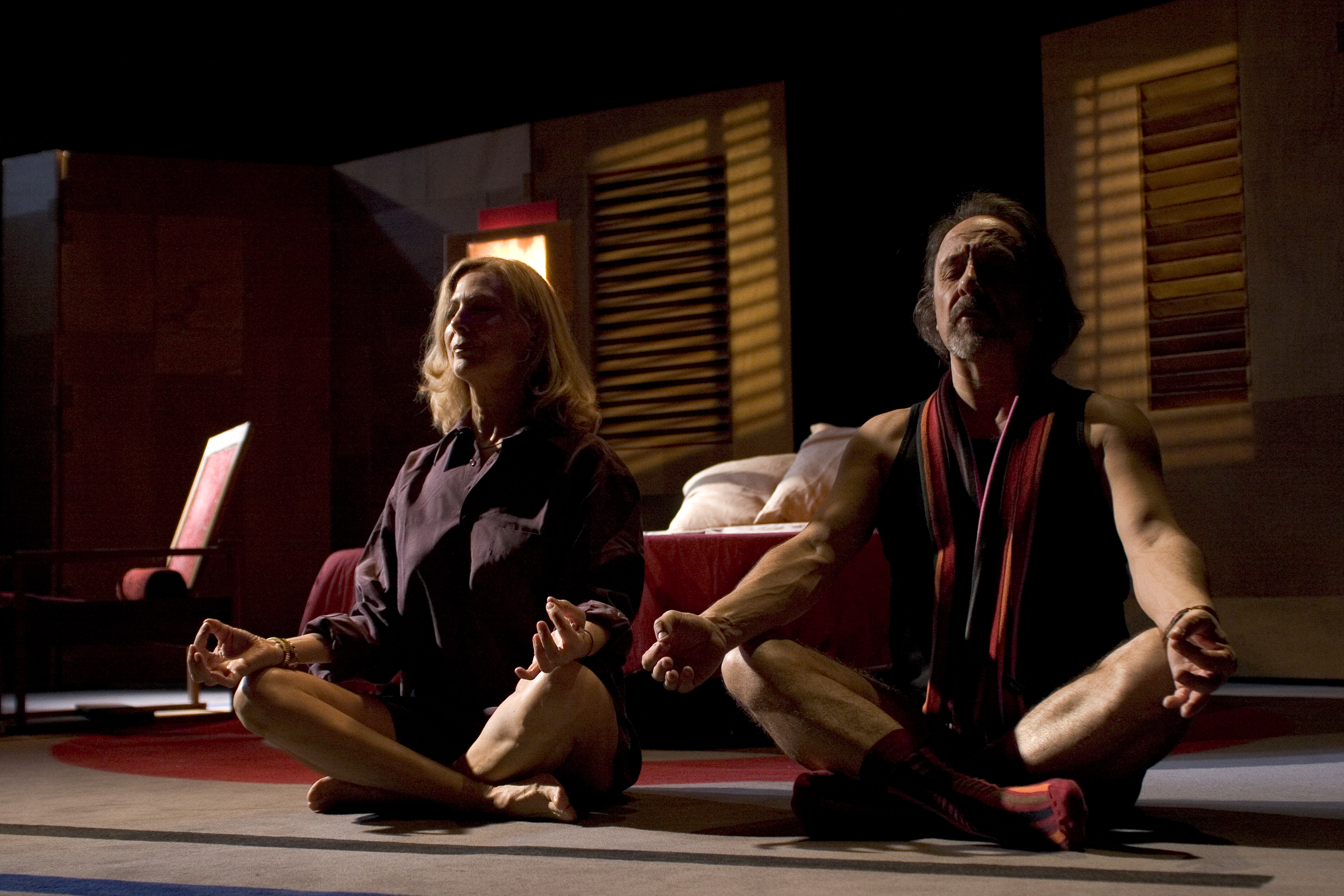
Effets de Nuit, de Philippe Madral. Jenny Arasse et Jean-Marc Chotteau, 2007.

- 1967 : Les Guerres picrocholines (d'après François Rabelais), mise en scène Jacques Nichet, théâtre de l’Aquarium (École normale supérieure rue d’Ulm)
- 1967 : Monsieur de Pourceaugnac (Molière), mise en scène Jacques Nichet, Théâtre de l’Aquarium (École normale supérieure rue d’Ulm)
- 1968 : Les Héritiers (d'après Les héritiers : les étudiants et la culture, de Pierre Bourdieu et Jean-Claude Passeron), mise en scène Jacques Nichet, Théâtre de l’Aquarium (École normale supérieure rue d’Ulm)
- 1968 : La Mort de Danton (Georg Büchner), mise en scène Jacques Nichet, théâtre de l’Aquarium (Festival de Wintzenheim)
- 1977 : La guerre de Troie n’aura pas lieu (Jean Giraudoux), mise en scène Jean Mercure (tournée New York et Canada)
- 1977 : Mademoiselle Julie (August Strindberg), mise en scène Jean-François Fraysse et Serge Bédourède (Festival Sigma de Bordeaux)
- 1978 : Mademoiselle Julie (August Strindberg), mise en scène Jean-François Fraysse et Serge Bédourède (Festival de Carennac)
- 1978 : Le Fou et la Nonne (Stanisław Ignacy Witkiewicz), mise en scène Jean-François Fraysse, Espace Théâtre (Bordeaux)
- 1984 : On n’en parle pas (Tennessee Williams), mise en scène Andréas Voutsinás (Théâtre des Cinquante)
- 1987 : Le Salon (Frank Bertrand), mise en scène Dominique Verrier (Théâtre des Cinquante)
- 1990 : Un trou dans le ciel (Philippe Madral), réalisation Evelyne Frémy (France Culture)
- 1994 : Marie-Antoinette et ses amies (Frank Bertrand), mise en scène de l’auteur, Hôtel d'Albray, (Festival du Marais)
- 2007 : Effets de nuit (Philippe Madral), mise en scène de l’auteur, Théâtre de La Virgule à Tourcoing

### Auteur (Toni Leicester)
- 1982 : Le Blanc-cassé (sous le nom de Jenny Arasse), mise en scène Gilles Guillot (Théâtre Essaïon pour le Festival du Marais)
- 1988-1991 : Les Empailleurs :
  - 1988 : mise en espace par Philippe Madral au Théâtre du Petit Odéon (dans le cadre de la Semaine des Auteurs)
  - 1991 : créée et mise en scène par Étienne Bierry (Théâtre de Poche Montparnasse)
- 1998-2000 : Le Sexe des Anges :
  - 1998 : lecture publique au Théâtre Tristan Bernard
  - 2000 : lecture publique au Théâtre La Bruyère